# شانتی‌پریا
شانتی‌پریا (به انگلیسی: Shantipriya) یا نیشانتی (زاده ۲۲ سپتامبر ۱۹۶۹) بازیگر و رقصنده هندی است.
از کارهای معروف او می‌توان به بازی در فیلم آتش اشاره کرد.

## فیلم‌شناسی
فهرست برخی از فیلم‌هایی که شانتی‌پریا در آن‌ها به ایفای نقش پرداخته است:
- آتش-۱۹۸۹
- آنجالی-۱۹۹۰
- سوگند-۱۹۹۱
- لباس مرا دنبال کن-۱۹۹۲
- گل و آتش-۱۹۹۳
- مهربان-۱۹۹۳
- شجاعت-۱۹۹۳
- آس بر آس-۱۹۹۴